# Волшебный корабль
«Волше́бный кора́бль» (англ. Ship of Magic) — первая книга трилогии «Сага о живых кораблях» (англ. Liveship Traders Trilogy), автором которой является Робин Хобб. Действие трилогии происходит в том же мире, что и трилогии «Сага о Видящих», в Южных морях. В России была издана «Эксмо» в 2002 году.

## Сюжет
Основные события происходят в городе Удачном (англ. Bingtown) и вокруг Мариэтты (англ. Marietta) — корабля пиратского капитана Кеннита. Удачный — вассал соседней Джамелии (англ. Jamaillia), обладающий широкими свободами. Действующий сатрап игнорирует обещанную его предком автономию и стремится сделать Удачный рядовой колонией. В это же время в Удачном возрастает влияние Калсиды (англ. Chalced). Её граждане закупают земли Удачного для сельского хозяйства, составляя при этом серьёзную конкуренцию местным производителям — благодаря использованию рабского труда их продукция выигрывает в цене. Практически вся социальная жизнь Удачного так или иначе сводится к противостоянию «новых купчиков» (калсидийцев) и «старых торговцев Удачного».
Особенность Удачного — живые корабли, имеющиеся у некоторых старых торговых семейств. Живой корабль изготавливается из диводрева (англ. wizardwood), обладающего исключительной прочностью, устойчивостью к внешним воздействиям и способностью впитывать человеческие эмоции и характеры. Для того, чтобы корабль ожил, нужно, чтобы представители трех поколений одного семейства умерли на его борту. После этого корабль становится привязанным к семье особыми узами. На борту корабля обязательно должен находиться человек, кровно принадлежащий к семейству. При хороших взаимоотношениях между кораблем и командой, корабль во всем стремится помогать людям — ловит попутный ветер, указывает фарватер, поэтому захватить живой корабль чрезвычайно сложно.

## Персонажи

### Семейство Вестритов
- Проказница (англ. Vivacia) — живой корабль семейства Вестритов.
- Ефрон Вестрит (англ. Ephron Vestrit) — глава семейства, владелец живого корабля Проказница.
- Роника Вестрит (англ. Ronica Vestrit) — жена Ефрона.
- Альтия Вестрит (англ. Althea Vestrit) — младшая дочь Ефрона и Роники. С детства увлечена мореплаваньем и корабельным делом, была уверена в том, что после смерти отца Проказница перейдет в её руки, поэтому отцовское завещание (Альтия лишена любых прав на корабль и оставлена на содержании у сестры) стало для неё серьёзным потрясением. Хватаясь за любую возможность вернуть себе корабль, уходит из дому и, переодевшись юношей, служит на китобойном судне.
- Кефрия Вестрит (англ. Keffria Vestrit) — старшая дочь Ефрона и Роники. Мать троих детей — Уинтроу, Малты и Сельдена. Обладает кротким характером, старается ни в чём не перечить мужу Кайлу, которого считает идеалом мужчины. После смерти отца получает все его наследство, право владения которым передает Кайлу. С сестрой Альтией находится в прохладных отношениях.
- Кайл Хэвен (англ. Kyle Heaven) — муж Кефрии. По происхождению калсидиец, чем объясняется различие в жизненных позициях его и остальных членов семьи (например, работорговля для него — обычный промысел, в то время, как практически все жители Удачного рабства не приемлют). Званием торговца не обладает. Властный, местами деспотичный муж и отец. Старается сделать из старшего сына Уинтроу моряка, вопреки его желанию, при этом не гнушается никакими средствами, однако во всем потакает прихотям дочери Малты. Презирает Альтию, считая её поведение и образ жизни неприемлемыми для женщины. Не видит разницы между живым кораблем и обычным, из-за чего с Проказницей обходится неоправданно жестоко (превращает чувствительный к человеческим страданиям корабль в работорговое судно).
- Уинтроу (англ. Wintrow) — старший сын Кефрии и Кайла, в детстве отданый матерью в жрецы Са. После смерти Ефрона забран отцом на корабль Проказница как член семьи.
- Малта (англ. Malta) — дочь Кефрии и Кайла. Всеми средствами борется за право считаться взрослой женщиной, провоцируя при этом конфликты с матерью и бабушкой. Венцом её сопротивления стал несостоявшийся тайный поход на бал праздника урожая, после которого Кефрия и Роника пересматривают своё отношение к Малте и воспитанию в целом.
- Сельден (англ. Selden) — младший сын Кефрии и Кайла.

### Семейство Треллов
- Келф Трелл (англ. ) — глава семейства.
- Брешен Трелл (англ. Brashen) — старший сын. Из-за разгульного поведения в юности был выгнан из дому. Служил на разнообразных кораблях, помимо опыта приобрел там и вредные привычки (например, жевать наркотическое вещество — циндин). Был взят Ефроном Вестритом на Проказницу, где достиг положения старпома. Из-за конфликта с Кайлом покидает корабль.
- Сервин Трелл (англ. ) — младший сын.
- Дейла Трелл (англ. ) — младшая дочь, лучшая подруга Малты Вестрит.

### Семейство Тенира
- Офелия (англ. Othelia) — живой корабль семейства Тенира. Обладает веселым и легким характером матроны-матерщинницы, однако на самом деле сентиментальна и впечатлительна.
- Томи Тенира — владелец и капитан живого корабля Офелия.
- Нарья Тенира — жена Томи Тениры.
- Грейг Тенира — сын Томи Тениры.

### Семейство Ладлаков
- Совершенный (англ. Paragon) — живой корабль семейства Ладлаков. Косвенно считается виновным в гибели мужчин семейства, так как все его плаванья окончились возвращением в Удачный корабля без экипажа. Последнее плаванье закончилось ослеплением носовой фигуры и, соответственно, всего корабля. Брошен на берегу с негласным запретом к нему приближаться.

### Торговцы Дождевых Чащоб
Торговцы Дождевых Чащоб являются далекими родственниками старинных торговцев Удачного. В Удачном появляются исключительно с закрытыми лицами, так как неизвестная магия, присутствующая в Чащобах, меняет их внешность. Достаточно обеспеченные люди, поскольку являются единственными поставщиками магических сувениров, которые находят при раскопках древних городов. Изготавливают под заказ живые корабли, расчёт производится между двумя семьями в течение нескольких поколений. Если принимающая сторона не в состоянии заплатить текущую сумму, изготовители имеют право забрать одного из членов семьи (как правило — молодых девушек в качестве невест).
- Рэйн Хурпус — юноша, сватающийся к Малте Вестрит.

### Пираты
- Кеннит (англ. Kennit) — амбициозный капитан «Мариэтты». Для своего экипажа, да и вообще для большинства жителей пиратских островов едва ли не идеальный человек, однако на самом деле Кеннит — мизантроп и эгоист, рассматривающий всех окружающих исключительно как средство достижения своей цели. Обладает необычными для пирата экономическими познаниями и стратегическим мышлением. Вынашивает планы объединения разрозненных пиратских островов в централизованное государство. Для достижения своей цели стремится захватить живой корабль, что считается невозможным.
- Соркор — старпом «Мариэтты», «правая рука» капитана Кеннита, не посягающий на нечто большее.
- Этта — шлюха из борделя Бреттель. Влюблена в Кеннита. После неудачного покушения на свою жизнь, в котором Этта была использована как приманка, Кеннит забирает её из борделя и оставляет на «Мариэтте». Там, благодаря жесткому характеру, Этта быстро завоевывает уважение среди матросов.

### Морские змеи
Морские змеи — разумные существа, живущие в Южных морях. Живут небольшими стаями — клубками. Общаются посредством обмена мыслями (через речь, для людей не понятную) и образами (передаются через яд, выделяемый их железами). Змеи, обладающие не только индивидуальной, но и наследственной памятью, называются Теми, Кто Помнит. Их задание — поделиться памятью с другими змеями.
- Моолкин — золотой змей, лидер клубка. Является пророком, и помнит многое из того что забыто, ведет свой клубок к «Той Кто Помнит», ищет её год за годом.
- Шривер — змея из клубка Моолкина.
- Сессурия — является самым большим змеем в клубке Моолкина.

### Другие персонажи
- Янтарь (англ. Amber) — загадочная резчица по дереву, прибывшая, по слухам, из северных Шести Герцогств. Выделяется необычной внешностью (желтоватый цвет кожи и глаз). Обладает даром предвидения.
- Давад Рестар — старый торговец Удачного, лояльный к «новым купчикам». Друг семьи Вестритов.
- Касго — сатрап Джамелии.
- Серилла — Сердечная Подруга сатрапа, специалист по Удачному. Изначально Сердечная Подруга — особо приближенный к правителю советник, но при сатрапе Касго этот пост дискредитируется. Фактически, сатрап не видит особой разницы между Сердечными Подругами и своим гаремом, что не устраивает Сериллу.

## Критика
"Волшебный корабль" в основном получил положительные отзывы. Рецензенты хорошо отзывались о сложных персонажах и сюжете книги Обозреватель SF Site Уэйн Маклорин писал, что книга представляет собой "сложную паутину из фехтования, интриги, семейных конфликтов и личной борьбы, при этом присутствуют "вкусные" намёки на более тёмные тайны и неведомую магию"
Kirkus Reviews даёт более осторожный отзыв книги: "масса многообещающих идей и материала, но повествование тяжёлое, и присутствуют неубедительные сюжетные линии"
В основном критические высказывания о книге касались её длины; некоторые рецензенты писали, что книга "страниц на сто длиннее, чем следовало бы"